# Achaacha
Achaacha è un centro abitato dell'Algeria, situato nella provincia di Mostaganem.